# Älgtjärnen (Vilhelmina socken, Lappland)
Älgtjärnen är en sjö i Vilhelmina kommun i Lappland och ingår i Ångermanälvens huvudavrinningsområde. Älgtjärnen ligger i Marsfjället Natura 2000-område.